# Bert Jansch
Herbert Jansch, connu sous le nom de Bert Jansch, né le 3 novembre 1943 à Glasgow et mort le 5 octobre 2011, est un musicien écossais de musique folk. Après sa rencontre avec 
John Renbourn en 1964, il forme le groupe Pentangle trois ans plus tard avec lequel il produit 12  albums studio.

## Biographie
Passionné par le blues de Big Bill Broonzy ou le folk de Leadbelly, Bert Jansch développe un jeu de guitare évocateur qui lui est propre, assimilant aussi bien le jazz que la musique traditionnelle britannique. C'est un autre écossais, le guitariste folk Davey Graham, qui lui apprend les rudiments du métier à Édimbourg : la guitare bien sûr (encore que Jansch prétend que c'est la sœur de Graham qui lui a enseigné l'instrument), mais aussi l'amour du voyage. De 1961 à 1963, Bert Jansch part sur les traces de son mentor sur les routes de France en auto-stop puis au Maroc, où il découvre la marijuana. Déjà fortement versé dans l'alcool, le musicien devient également un fumeur invétéré.
De retour en Angleterre, il s'installe à Londres et sort son premier disque éponyme en avril 1965. Produit par le label Transatlantic Records, Bert Jansch a marqué un grand nombre de guitaristes fameux, dont Jimmy Page, qui déclara « quand j'ai entendu [ce disque] pour la première fois, je ne pouvais pas y croire. C'était tellement en avance sur ce que tout le monde faisait alors. Personne aux États-Unis ne pouvait s'approcher de ça. » De son côté, Neil Young s'inspirera de la chanson Needle of Death, le plaidoyer anti-drogues dures de Jansch, pour son propre The Needle and the Damage Done. Le même Neil Young reprendra le motif de guitare de Needle of Death dans sa chanson Ambulance Blues parue sur son album On the Beach (1974).
Vers la même date, Bert Jansch se lie d'amitié avec un autre guitariste virtuose et bohème, John Renbourn. Les deux hommes partagent plusieurs appartements à Londres de 1964 à 1967, et se retrouvent de temps à autre à l'affiche de certains clubs folk comme Les Cousins, mais aussi sur leurs albums respectifs, tels que Jack Orion (en) de Bert Jansch. Ce dernier vaut d'ailleurs à son créateur le statut de légende underground du folk britannique. Le guitariste poursuit en effet son exploration de l'accordage en DADGAD (ou Ré La Ré Sol La Ré) inventé par Graham, ou de celui en Drop D (Ré La Ré Sol Si Mi), qui vont ensuite se retrouver chez beaucoup d'artistes. Dès le premier album de Led Zeppelin, Jimmy Page reprend le Black Water Side de Jansch pour en faire son Black Mountain Side, avant d'emprunter la trame de The Wagonner's Lad pour son Bron-Yr-Aur Stomp.
En 1966, Jansch et Renbourn enregistrent ensemble Bert and John (en), un petit chef-d'œuvre qui annonce leur future collaboration au sein du groupe Pentangle qu'ils fondent en 1967 avec la chanteuse Jacqui McShee, le contrebassiste Danny Thompson (qui travailla avec Nick Drake, John Martyn et Tim Buckley) et le batteur Terry Cox. Grâce à quelques albums retentissants au sein de cette formation élargie, le guitariste gagne enfin une certaine notoriété (le disque Basket Of Light atteint la cinquième place dans les charts anglais) et adopte un mode de vie dissolu, plus proche des excès des rocks stars que de l'austérité souvent propre au folk. Les égos démesurés de chacun achèveront de miner le groupe, qui se sépare en 1973. De son côté, Jansch retourne à sa carrière solo.
En tout et pour tout, Bert Jansch a enregistré 25 albums et effectué de nombreuses tournées depuis les années 1960. Son travail a influencé des artistes comme Johnny Marr, Bernard Butler, Jimmy Page (avec White summer), Ian Anderson, Nick Drake, Donovan et Neil Young. Jansch s'est vu décerner le Lifetime Achievement Award en 2001 lors des Folk Awards de la radio BBC 2. Bert fait partie des chanteurs invités lors du 65e anniversaire de Derroll Adams, fêté à Courtrai. Il participe à l'édition 2010 du Festival Crossroads organisé par Eric Clapton. Il y a notamment chanté Blackwaterside. Bert Jansch est décédé d'un cancer du poumon à 67 ans le 5 octobre 2011.

## Albums
- 1965 – Bert Jansch
- 1965 – It Don't Bother Me (en)
- 1966 - Lucky Thirteen (en) (compilation sortie aux États-Unis avec des titres des deux premiers albums)
- 1966 – Bert And John (en) (avec John Renbourn)
- 1966 – Jack Orion (en)
- 1967 – Nicola (en)
- 1969 – Birthday Blues (en)
- 1971 – Rosemary Lane (en)
- 1973 – Moonshine (en)
- 1974 – L.A. Turnaround (en)
- 1975 – Santa Barbara Honeymoon (en)
- 1977 – A Rare Conundrum (en) (sorti en 1976 au Danemark et 1977 au Royaume-Uni)
- 1979 – Avocet (en) (sorti en 1978 au Danemark et 1979 au Royaume-Uni)
- 1980 – Thirteen Down (en) (en tant que Bert Jansch Conundrum)
- 1982 – Heartbreak (en)
- 1985 – From The Outside (en) (seulement diffusé officiellement en Belgique)
- 1989 – Leather Launderette (en) (avec Rod Clements (en))
- 1990 – The Ornament Tree (en)
- 1990 – Sketches (en)
- 1992 - After the Dance (avec John Renbourn)
- 1993 – From the Outside
- 1995 – When the Circus Comes to Town (en)
- 1995 - The Collection
- 1998 – Toy Balloon (en)
- 2000 – Crimson Moon (en)
- 2002 – Edge of A Dream (en)
- 2006 – The Black Swan (en)

## Singles/EP
- 1966 – Needle of Death
- 1967 – Life Depends on Love/A Little Sweet Sunshine
- 1973 – Oh My Father/The First Time Ever I Saw Your Face
- 1974 – In The Bleak Midwinter/One For Jo
- 1975 – Dance Lady Dance/Build Another Band
- 1978 – Black Birds of Brittany/The Mariner's Farewell
- 1980 – Time and Time/Una Linea Di Dolcezza
- 1982 – Heartbreak Hotel/Up To The Stars
- 1985 – Playing the Game/After the Long Night
- 2003 – On the Edge of a Dream/Walking This Road/Crimson Moon

## Compilations
- 1969 – Bert Jansch: The Bert Jansch Sampler
- 1972 – Box Of Love: The Bert Jansch Sampler Volume 2
- 1986 – Strolling Down The Highway
- 1992 – The Gardener: Essential Bert Jansch
- 1993 – Three Chord Trick
- 2000 – Dazzling Stranger: The Bert Jansch Anthology

## Live
- 1980 – Bert Jansch Live at La Foret (seulement au Japon)
- 1993 – BBC Radio 1 Live in Concert
- 1996 – Live at the 12 Bar:An Authorised Bootleg
- 1997 – Blackwaterside
- 1998 – Young Man Blues
- 2001 – Downunder: Live in Australia
- 2004 – The River Sessions
- 2007 - Fresh As a Sweet Sunday Morning (concert de 2006)